# 馬登-朱利安振盪

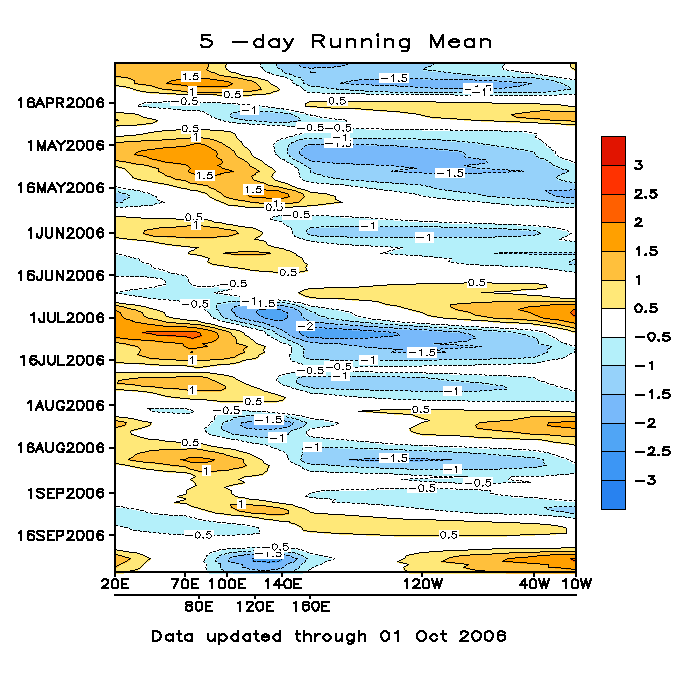
美國氣候預報中心（CPC）在2006年的MJO移動狀況（五日移動平均的大氣層頂外溢長波輻射距平值），縱軸為時間軸，橫軸為經度。圖中顯示對流活動較強的藍色區域，隨時間而向東移動。

馬登-朱利安振盪（Madden Julian Oscillation, MJO），也称热带季节内振荡或30-60日振盪。在北半球冬季，熱帶赤道地區有著顯著對流與無對流區塊交替出現的變化，主要以約30-60天的週期重複出現並向東前進，是大氣振盪的一種，屬於热带季內震盪(intraseasonal oscillation)的其中一種類型；另外由於顯著對流-顯著無對流的震盪週期並不是固定值，MJO此類型的震盪被歸類為準週期（quasi-periodic）震盪的一種。

## 發現與命名
在1971年時，由美國國家大氣科學研究中心（NCAR）的氣象學家馬登（Roland Madden）與朱利安發表了一篇研究，他們蒐集位於熱帶的坎頓島近十年長度的無線電探空儀觀測資料，將此資料利用頻譜分析，發現850毫巴與150毫巴的緯向風有個大約41-53天週期的最大震幅，隨後也發現測站的氣壓與對流層的緯向風也有此頻率的震盪，並且利用短期的瓜加林環礁的觀測資料，證實這個位於熱帶中太平洋的大尺度環流的震盪，而後人則以此兩位命名。
由於其顯著發生在熱帶且交替出現的週期約為30-60天，此週期為一個季節內的長度，因此也有人稱為「熱帶季內震盪」。

## 現象
此現象被認為與季風與聖嬰現象‧南方振盪（厄尔尼诺和南方涛动现象的總稱，縮寫為ENSO）的發生有關連。起初所發表的「馬登-朱利安振盪」，指的是在印度洋東側至太平洋中央這之間的海域，地面氣壓較低（或者上升氣流）的區域以 40 至 50 天的週期向東邊傳播的現象，但隨後即發現高空大氣的變化更容易識別此現象。將地球長波輻射（OLR）的強度繪製於時間對經度（或緯度）圖，或者是將赤道200 hPa 高空的速度位距平值繪於時間對經度圖上，此兩種方法皆較容易識別，同時也可觀察到週期為一到兩個月移動情形。此現象向東前進的速度約為 4 至 8 公尺每秒。若以不同緯度間的比較，則會觀察到在赤道有最為顯著氣壓、降水、環流型態等現象構成的大氣波動，繞著地球移動。
MJO分為對流區與非對流區，對流區內有利小尺度的對流胞生成、發展加強並向東移動，非對流區則會透過沉降作用(subsidence)抑制對流胞的發生與發展。一般而言，MJO的波動會環繞赤道持續向東移動並環繞地球一周，但是其發展最強的地方位在東非、印度洋、海洋大陸(Maritime Continent)及西太平洋區域，相對的在美洲及大西洋的發展並不明顯。MJO特徵為大範圍熱帶地區降雨形態的變化，這個地區高空多為西風帶與信風帶輻合的地區，常會有積雨雲（雷暴）發生，但實際的情況容易受到當時大氣狀態所影響。典型的型態會在印度洋西側出現「比平常年多雨、水氣較多的區域」以及「比平常年少雨、水氣較少的區域」成對的兩個區域，這兩個區域緩慢地以向東移動，直到太平洋西側後開始消散（對流活動較弱的太平洋東側則不會出現這種情況），過程約需時 30 至 60 天。在此同時，印度洋西側再次出現上述成對的兩個區域，至此形成一個循環。在極少的情況下，也有直到太平洋東側仍未消散的個案，並越過大西洋繞地球一周的情形發生。
馬登-朱利安振盪的強度不固定，一般來說會在南半球的夏季（12月到隔年2月）時會達到最強。
向東移動的動力機制
MJO的動力機制通常伴隨著海洋及大氣的相互作用，在對流區產生上升氣流且雲量增加（可從地球長波輻射減少中發現，由於雲量增加而阻擋地球向太空發散出去的紅外線輻射），並在其東方產生沉降氣流，沉降氣流造成對流受到抑制雲量減少，使得太陽短波輻射直接加熱海面，海表面溫度加速上升，溫暖潮濕的海面有利於對流的發展及產生，並取代MJO原本的對流區，而使得MJO向東移動。

## 影響
馬登-朱利安振盪整體來說為向東前進，但其大氣環流場也會有引導積雨雲，向南北方向分歧的現象。由於這樣的現象約以數日至十數日的時間才會通移出，因此與該地區的季風有非常密切的關係。
季風
世界上季風帶表現最顯著的印度附近，其季風帶也與馬登-朱利安振盪的北向流場會合而形成，有一至兩個月的強弱變化週期。
北半球夏季MJO相對會影響印度與西非的夏季季風，偶爾也會影響北美洲夏季季風，但是相對的影響較為微弱。
在海表面溫度較暖的時候，可以發現五到十天週期的強烈MJO跨越南亞區域。七月時也會在亞洲季風爆發時出現，並向東往太平洋移動。
聖嬰現象‧南方振盪
馬登-朱利安振盪與海、氣交互作用也有些關聯，其中也包含聖嬰現象的開始與結束。1997年至1998年的強烈聖嬰現象期間，因馬登-朱利安振盪移動到聖嬰現象發生的海域中，而造成聖嬰現象迅速的結束，也有相關的研究結果發表。
颱風
另外也有對於颱風與馬登-朱利安振盪之間關連的研究。馬登-朱利安振盪伴隨的強對流區域，除了促進颱風的生成外，其週期性也使得西北太平洋（包含日本附近海域）及北大西洋颱風發生的活躍程度呈現負相關。颱風的發生原因中，馬登-朱利安振盪雖然可能只是其中一項，美國國家海洋暨大氣總署（NOAA）所屬國家颶風中心（NHC）及氣候預測中心（CPC）也將其視為颱風預測的參數之一。
另外，包含西風帶與噴流的異常值、阻塞高壓等研究範圍，以及所謂的極端天氣現象，也可能將馬登-朱利安振盪視為一個間接的原因。